# アップフロントミュージックスクール
アップフロントミュージックスクール（Up-Front Music School）は、株式会社アップフロントインターナショナルが運営していた、日本のミュージックスクール。

## 特徴
- アップフロントグループとテレビ東京ミュージックが母体となっていた。
- モーニング娘。をはじめとする多くのタレントを有するアップフロントグループが主体となっていることから、現時点で第一線で芸能活動に関わっている人物から指導を受けることが出来ることや、アップフロントグループ所属タレントの活動に関連したバックダンサーやエキストラとして出演できることがセールスポイントになっていた。
- 「卒業時のオーディションによりハロプロエッグに所属できるチャンスもある。」とされていた。
- ジュニアコース（5歳以上）は女子のみ。

## 所在地
- 都営大江戸線『赤羽橋』駅より徒歩1分中之橋口を出て左『麻布髙栄ビル』
- 東京都港区東麻布1-28-12 麻布髙栄ビル4F

## 歴史
- 1998年7月 開校。当時の運営は株式会社ローファーズハウス。
- 2005年4月 リニューアル実施。同10月、スタッフコースを開講。
- 2008年5月末日 運営体制見直しの為、一時休校へ。
- 2009年3月末日 同日をもって閉校。

## 主な卒業生
- 菊池亜衣
- 吉鶴舞 - モーニング娘。のミュージカル『LOVEセンチュリー-夢はみなけりゃ始まらない-』に出演した。
- 梅田えりか
- 鈴木愛理
- 伊藤鉄哉 - 日本テレビ「冒険!CHEERS!!」にレギュラー出演した。
- 岡崎瞳
- 市村恵美子 - 「おじぎでシェイプアップ」に出演。
- 渡辺茉莉絵 - AKB48第4期研究生として合格するも辞退。元ポニーキャニオンミュージック所属。
- 赤羽つぶら - 元NICE GIRL プロジェクト!研修生。